# Guildtown

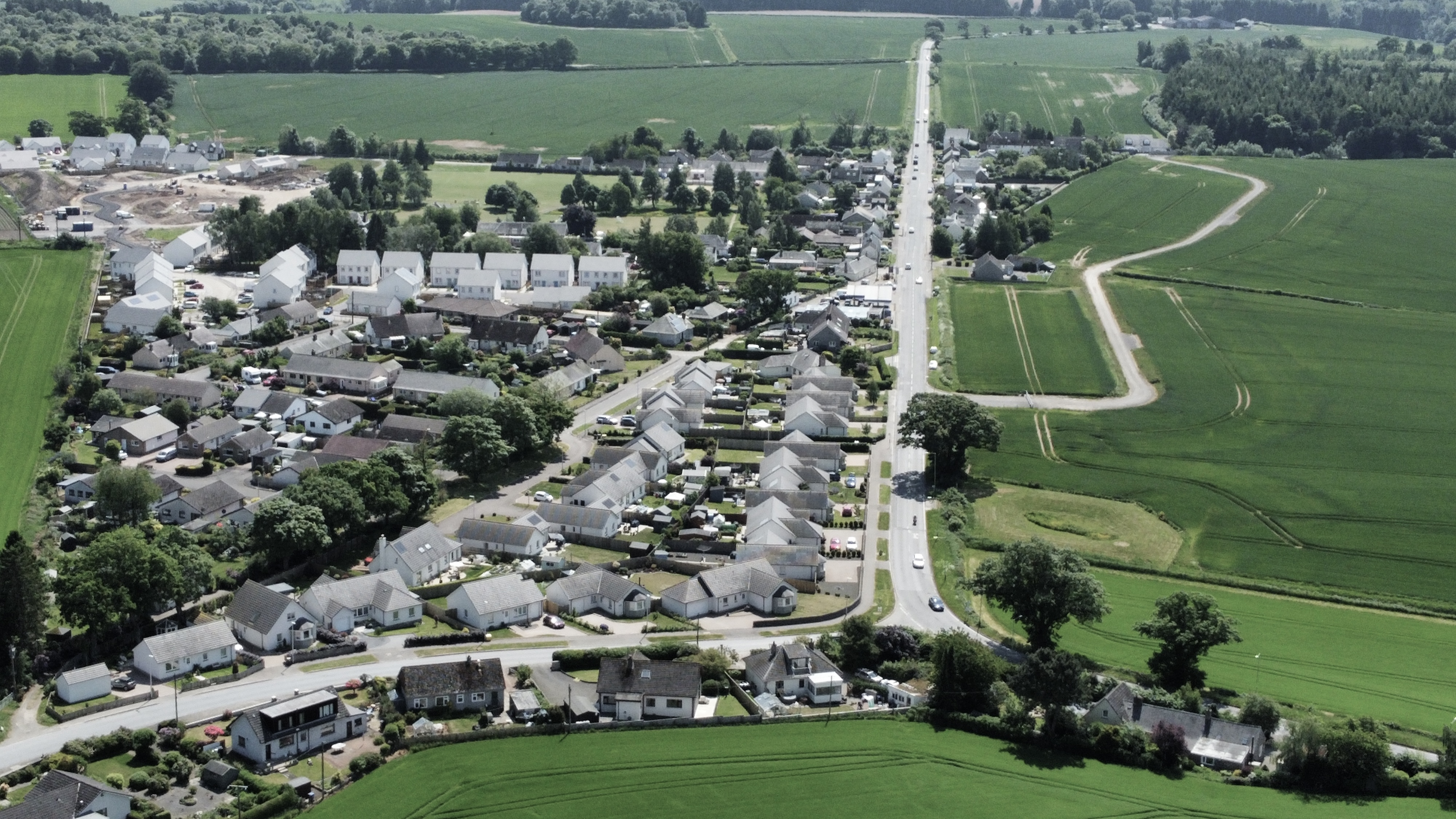
Blick von Norden auf den Ort

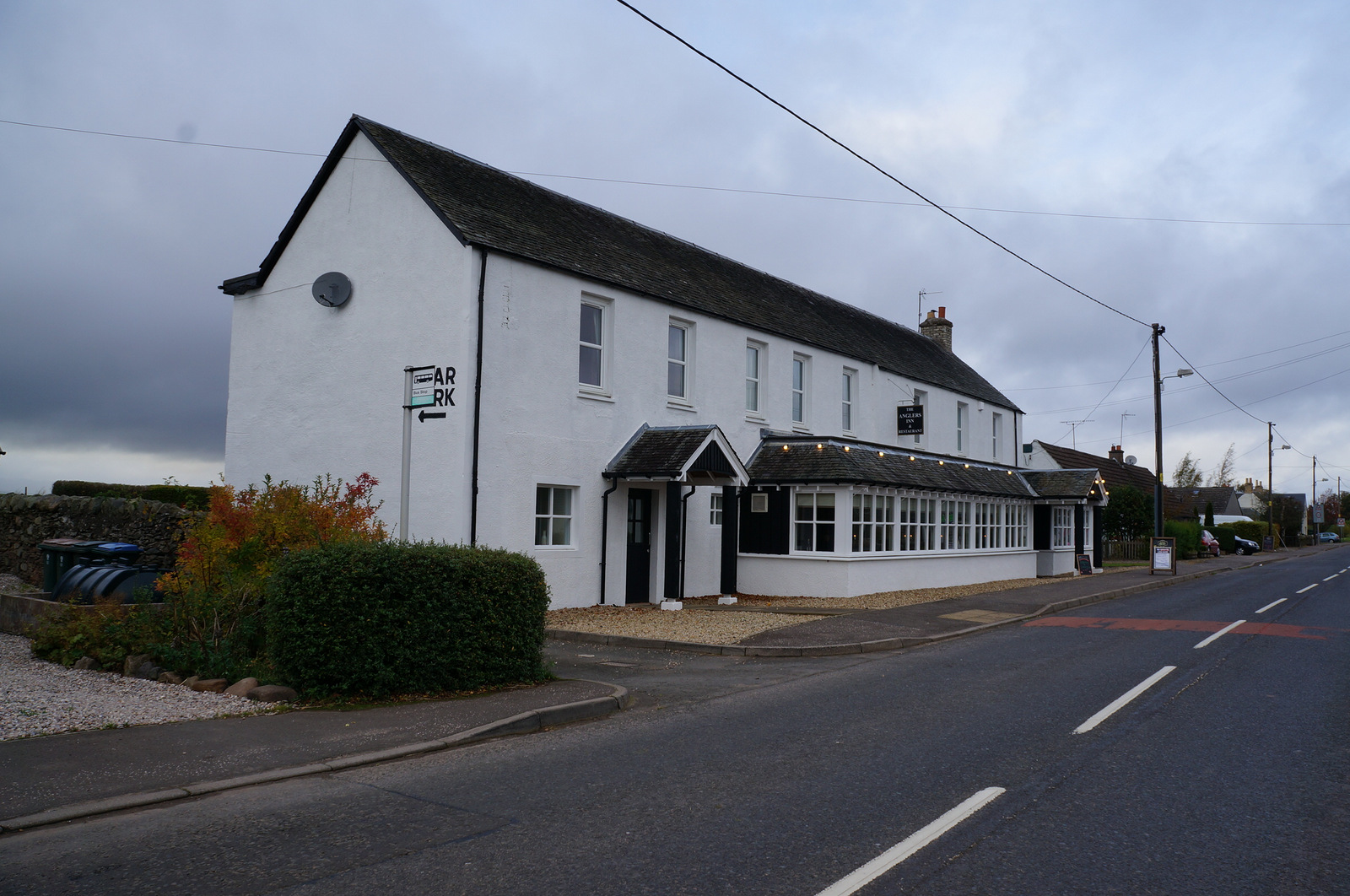
Das Inn von Guildtown

Guildtown ist eine Ortschaft, die im Norden von Schottland nördlich von Perth in der Council Area Perth and Kinross liegt. Im Rahmen der historischen Gliederung Schottlands in Civil Parishes zählt es zu St Martins, das zu Perthshire gehörte.

## Geographie
Guildtown liegt in einem ländlich geprägten Raum. Der 1818 gegründete Ort weist eine Grundschule sowie ein Inn auf. Die südliche Begrenzung Guildtowns bildet der kleine Bach Cambusmichael Burn, der nach Westen in den Tay fließt. Orte in der Nachbarschaft sind Balholmie im Norden, Wolfhill im Nordosten, St Martins im Südosten sowie Colenden im Südwesten.

## Verkehr
Verkehrstechnisch zu erreichen ist Guildtown über die von Perth nach Aberdeen führende A93.